# Requiem (Dvořák)
Het Requiem in bes-mineur opus 89, (B.: 165) is een requiem van de Tsjechische componist Antonín Dvořák. Het requiem is gecomponeerd in 1890 en werd voor het eerst uitgevoerd op 9 oktober 1891 te Birmingham, Verenigd Koninkrijk, alwaar Dvořák zelf dirigeerde.
De mistekst van het requiem is in het kerklatijn. Door de tijdsduur (ongeveer 95 minuten) en de omvangrijke bezetting is deze dodenmis bedoeld voor publieke uitvoering en niet voor de liturgie. 

## Achtergrond
Het requiem is niet gecomponeerd naar aanleiding van een specifiek sterfgeval, maar ontstond in opdracht van het Birmingham Triennial Music Festival. Dit langlopende evenement vond elke drie jaar plaats van 1768 tot 1912. Dvořák had in 1885 met groot succes de cantate Svatební košile (Het bruiloftshemd) bijgedragen. De nieuwe opdracht was eigenlijk bedoeld voor de festivaleditie van 1888, maar hij had het voorlopig te druk met andere projecten, waaronder de opera Jakobín (De Jakobijn), het oratorium Svatá Ludmila (Sint Ludmila) en de Achtste symfonie. 
Omdat de opdracht voor "een werk van primaire importantie" vaag was geformuleerd, had Dvořák enige aarzelingen, totdat zijn uitgever Alfred Littleton, eigenaar van de Londense muziekuitgeverij Novello, Ewer & Co., suggereerde dat hij een requiem zou kunnen schrijven. Dvořák was bijna 50 jaar oud en wilde al zijn ervaringen als componist en als mens in zijn requiem verwerken, waarbij hij zijn geloof en godsvertrouwen wilde betuigen. Zijn opvatting over de dood was berustend: "Een oprecht mens hoeft niet bang te zijn voor de dood. Omdat het leven op aarde zo mooi is, kunnen we moeilijk afstand doen van al het goede. Maar de dood is verbonden met het leven. Het is een natuurwet die wij nederige wezens nu eenmaal moeten aanvaarden". 
De eerste schetsen stonden op 1 januari 1890 op papier. Het werk werd door diverse buitenlandse reizen onderbroken, maar eind oktober 1890 was het requiem voltooid. Bijna een jaar later, op 9 oktober, vond de première plaats bij het festival van Birmingham van 1891.

## Structuur
1. Introitus: Requiem aeternam. Poco lento (bes-mineur)
2. Graduale: Requiem aeternam. Andante (bes-mineur)
3. Sequentia: Dies irae. Allegro impetuoso attacca (bes-mineur)
4. Tuba mirum. Moderato (e-mineur)
5. Quid sum miser. Lento (f-mineur)
6. Recordare, Jesu pie. Andante (D-majeur)
7. Confutatis maledictis. Moderato maestoso (g-mineur)
8. Lacrimosa. L'istesso tempo (a-mineur)
9. Offertorium: Domine Jesu Christe. Andante con moto (bes-mineur)
10. Hostias. Andante (f-mineur)
11. Sanctus. Andante maestoso (Bes-majeur)
12. Pie Jesu. Poco adagio (g-mineur)
13. Agnus Dei. Lento (bes-mineur)

## Bezetting

### Vocaal
- Solisten: SATB (sopraan, alt of mezzosopraan, tenor, bas)
- Gemengd koor: SATB

### Instrumentaal
| - Eerste violen - Tweede violen - Altviolen - Celli - Contrabassen - 1 piccolo - 2 fluiten - 2 hobo's - 2 althobo's - 2 klarinetten - 1 basklarinetten | - 2 fagotten - 1 contrafagot - 4 hoorns - 4 trompetten - 3 trombones - 1 tuba - 1 pauk - 1 gong - 1 bel - 1 orgel - 1 harp |

## Opnamen (selectie)
- Tsjechisch Filharmonisch Orkest, Tsjechisch Filharmonisch Koor, dirigent Karel Ančerl, solisten: Maria Stader sopraan, Sieglinde Wagner alt, Ernst Haefliger tenor, Kim Borg bas. Supraphon, 1959, heruitgave op 2 cd's 1991 (bekroond met de "Grand Prix du disque de l'Académie Charles Cros").
- Tsjechisch Filharmonisch Orkest, Kühn's gemengd koor, dirigent Wolfgang Sawallisch, solisten Gabriela Beňačková, Brigitte Fassbaender, Thomas Moser, Jan-Hendrik Rootering.
- London Symphony Orchestra, dirigent: István Kertész, Ambrosian Singers, solisten: Pilar Lorengar, Erzsébet Komlóssy, Róbert Ilosfalvy, Tom Krause, Decca.
- New Jersey Symphony Orchestra, dirigent Zdeněk Mácal, Westminster Choir, solisten: Oksana Krovytska, Wendy Hoffman, John Aler, Gustav Beláček. 1999 Delos.
- Capella Weilburgensis, dirigent: Doris Hagel, Kantorei der Schlosskirche Weilburg, solisten: Mechthild Bach, Stefanie Irányi, Markus Schäfer, Klaus Mertens. 2006 Profil/Hänssler.
- Koninklijk Concertgebouworkest, dirigent: Mariss Jansons, Wiener Singverein, solisten: Krassimira Stoyanova, Mihoko Fujimura, Klaus Florian Vogt, Thomas Quasthoff. 2010 RCO Live.
- Filharmonisch Orkest van Warschau en koor, dirigent: Antoni Wit, solisten: Christiane Libor, Ewa Wolak, Daniel Kirch, Janusz Monarcha. 2014 Naxos Records.
- Koninklijke Filharmonie van Vlaanderen, Collegium Vocale Gent, dirigent: Philippe Herreweghe; solisten: Ilse Eerens, Bernarda Fink, Maximilian Schmitt, Nathan Berg. 2015 PHI, Outhere.